# كريستيان ليلو
كريستيان ليلو (بالإسبانية: Cristian Lillo)‏ هو لاعب كرة قدم أرجنتيني في مركز الوسط، ولد في 12 أغسطس 1985 في كاسيروس في الأرجنتين. لعب مع ديبورتيفو مورون ‏.

## وصلات خارجية
- كريستيان ليلو على موقع قاعدة بيانات كرة القدم.إي يو (الإنجليزية)
- كريستيان ليلو على موقع Soccerway.com (الإنجليزية)